# Maccaffertium lenati
Maccaffertium lenati is een haft uit de familie Heptageniidae. De wetenschappelijke naam van de soort is voor het eerst geldig gepubliceerd in 1990 door McCafferty.
De soort komt voor in het Nearctisch gebied.